# ميليندا هارمون
ميليندا هارمون (بالإنجليزية: Melinda Harmon)‏ هي قاضية ومحامية أمريكية، ولدت في 1 نوفمبر 1946 في بورت أرثر في الولايات المتحدة.